# Il tumulo del guerriero
Il tumulo del guerriero (Kjæmpehøjen) è un atto unico in versi di Henrik Ibsen, la sua seconda opera teatrale scritta e la prima ad andare in scena. L'opera, scritta dal drammaturgo ventiduenne secondo il modello di Adam Gottlob Oehlenschläger, fece il suo debutto a Christiania (l'attuale Oslo) nel 1850 ed Ibsen la presentò sotto lo pseudonimo di "Brynjolf Bjarme".

## Trama
Nell'epoca vichinga il giovane Gandalf sbarca su un'isola sulle coste della Sicilia per vendicare la morte del padre. Il guerriero incarna tutte le virtù e i difetti della rude tradizione vichinga, ma è costretto a confrontarsi con l'influenza mediterranea del cristianesimo esercitata su di lui dalla giovane e innocente Blanka. Qui scopre anche che Blanka ha salvato la vita del padre e decide di tornare in Norvegia con la ragazza per portare la nuova fede al Nord.